# Осредци (Грачац)
Осредци су насељено мјесто у општини Грачац, југоисточна Лика, Република Хрватска.

## Географија
Осредци се налазе око 42 км сјевероисточно од Грачаца. Од Доњег Лапца је удаљен око 35 км југоисточно. У близини насеља се налази државна граница са БиХ.

## Историја
Број Срба православаца у месту 1847. године је износио 1413. За две деценије повећан им је број, па их 1867. године има 1545 душа.
Осредци су се од распада Југославије до августа 1995. године налазили у Републици Српској Крајини.

## Култура
У Осредцима је сједиште истоимене парохије Српске православне цркве. Парохија Осредци припада Архијерејском намјесништву личком у саставу Епархије Горњокарловачке. У Осредцима се налази храм Српске православне цркве Света Петка, саграђен 1806. године, а оштећен у Другом свјетском рату. Парохију сачињавају: Дугопоље, Калдрма, Завлака, Тишковац, Ваган и Дреновац.

## Становништво
Према попису из 1991. године насеље Осредци имало је 190 становника, и сви били српске националности. Према попису становништва из 2001. године, Осредци су имали 38 становника. Према попису становништва из 2011. године, насеље Осредци је имало 42 становника.
Осредци су се до пописа становништва 1971. налазили у саставу бивше општине Срб, а до августа 1995. у саставу општине Доњи Лапац.
| Националност       | 1991. | 1981. | 1971. | 1961. |
| Срби               | 190   | 225   | 269   | 317   |
| Југословени        |       | 4     |       |       |
| Хрвати             |       |       |       | 2     |
| остали и непознато |       | 2     |       |       |
| Укупно             | 190   | 231   | 269   | 319   |

| Демографија | Демографија | Демографија |
| Година      | Становника  | Становника  |
| ----------- | ----------- | ----------- |
| 1961.       | 319         |             |
| 1971.       | 269         |             |
| 1981.       | 231         |             |
| 1991.       | 190         |             |
| 2001.       | 38          |             |
| 2011.       |             | 42          |